# كيلي ديفيس
كيلي ديفيس هو لاعب هوكي الجليد كندي، ولد في 23 سبتمبر 1958 في غراند براري في كندا.

## وصلات خارجية
- كيلي ديفيس على موقع دوري الهوكي الوطني (الإنجليزية)
- كيلي ديفيس على موقع EliteProspects.com (الإنجليزية)
- كيلي ديفيس على موقع HockeyDB.com (الإنجليزية)
- كيلي ديفيس على موقع Hockey-Reference.com (الإنجليزية)